# Potamophylax haidukorum
Potamophylax haidukorum är en nattsländeart som beskrevs av Malicky in Kumanski och Malicky 1999. Potamophylax haidukorum ingår i släktet Potamophylax och familjen husmasknattsländor. Inga underarter finns listade i Catalogue of Life.